# Шарль де Голль — Етуаль (станція метро)
Шарль де Голль — Етуаль (фр. Charles de Gaulle — Etoile) — станція Паризького метрополітену, пересадковий вузол 1, 2 та 6 ліній метро, що сполучається також з одноіменною станцією RER. Станція розташована під площею Шарля де Голля на межі VIII, XVI і XVII округів міста. На станції заставлено тактильне покриття.

## Історія
- Пересадочний вузол почав формуватися 1 вересня 1900 року, коли відкрився зал лінії 1. 6 жовтня 1900 року було відкрито зал, нині входить до складу лінії 6, а 2 грудня 1900 — зал лінії 2. Сучасна назва дано 21 лютого 1970 року в зв'язку з перейменуванням площі , під якою знаходиться вузол, в площу Шарля де Голля. Перейменування площі також співпало з відкриттям станції RER A «Шарль де Голль — Етуаль».
- Пасажиропотік по станції по входу в 2012 році, за даними RATP, склав 9037623 чоловік.[1] У 2013 році цей показник зріс до 9067635 пасажирів (22 місце за рівнем вхідного пасажиропотоку в Паризькому метро).[2]

## Колійний розвіток
В межах пересадочного вузла є службова сполучна гілка між лініями 1 і 6. На середині перегону Шарль де Голль — Етуаль — Терн лінії 2 є пошерстний з'їзд.